# Серая сурьма
Се́рая сурьма́ (англ. grey antimony) или се́рая сурьмя́ная руда́ (англ. grey antimony ore, нем. grauspiessglanzerz) — частично устаревшее, ныне тривиальное название, под которым в минералогии и минераграфии было известно, как минимум, два родственных минерала из подкласса сульфосолей (сложных сульфидов или сложных сульфидов),:311 содержащих в своём составе сурьму и серу, а иногда также свинец и железо.
Кроме того, серой сурьмой называют одну из четырёх аллотропных модификаций элементарной сурьмы: так называемую обычную металлическую сурьму,:714 а также природные разности сурьмы самородной.

## Основные минералы
- Стибнит[1]:311 (англ. Stibnite),[3]:276 также антимони́т, серая сурьмяная руда (англ. grey antimony ore)[4]:129 или сурьмя́ный блеск — минерал подкласса сульфидов, по составу сульфид сурьмы с расчётной формулой Sb2S3, основной рудный минерал для получения сурьмы и её соединений.
- Джемсонит[5]:24 (англ. Jamesonite, также домингит, комучит,[1]:311 пфаффит или перистая руда) — минерал подкласса сложных ленточных сульфидов, по составу сульфоантимонид железа-свинца с расчётной формулой Pb4FeSb6S14.
- Ульманнит или никелистая серая сурьма (англ. Nickeliferous grey antimony,[6]:606 нем. Nickelspiessglanzerz), также никелево-сурьмяный блеск[7]:57 — редкий рудный минерал из группы кобальтина-герсдорфита, по составу сульфоантимонид никеля с идеальной формулой NiSbS.

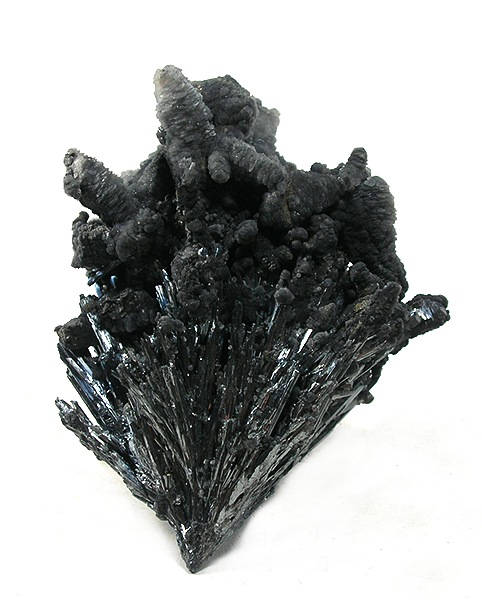
Стибнит, серая сурьма
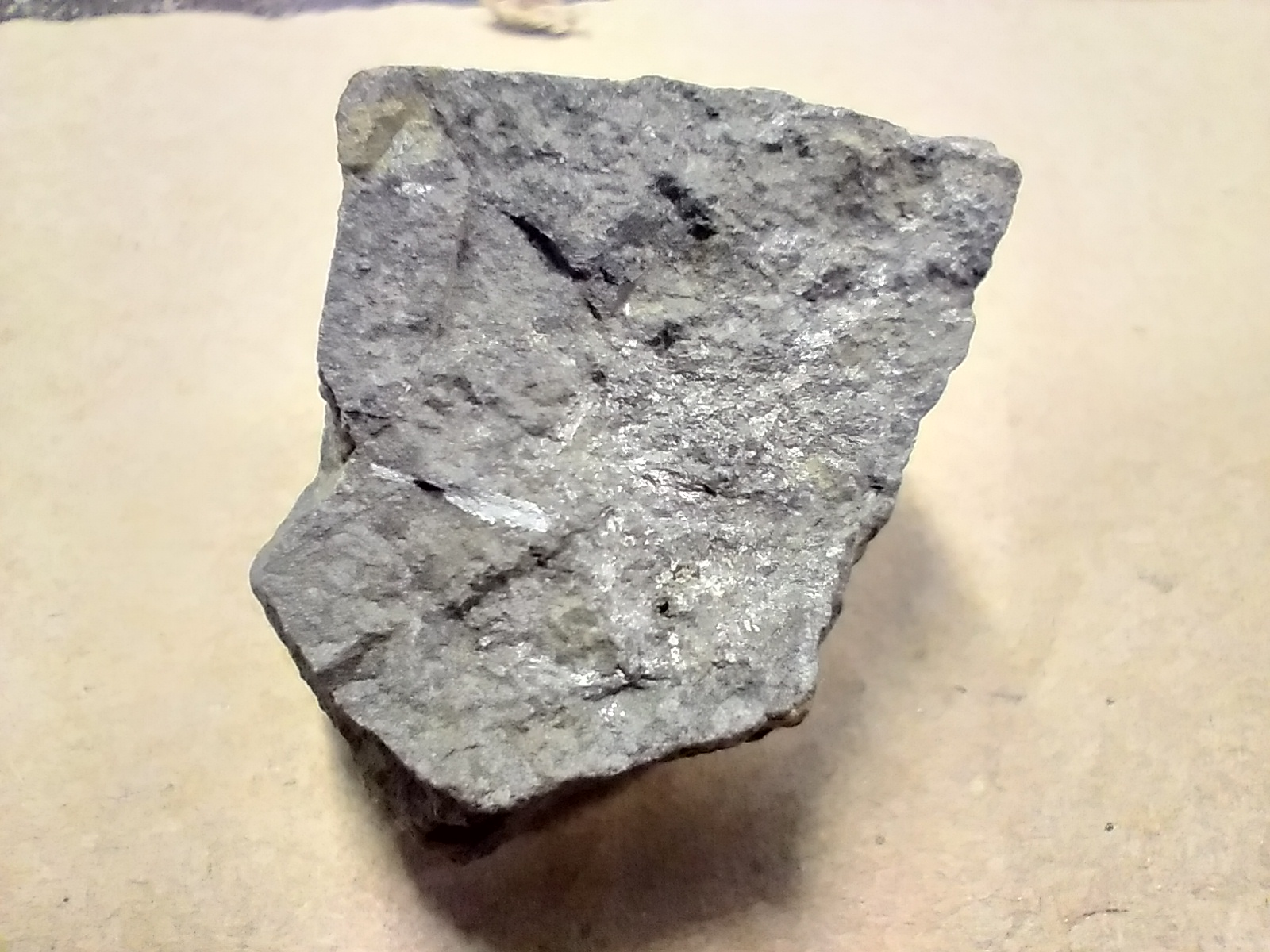
Серая сурьмяная руда
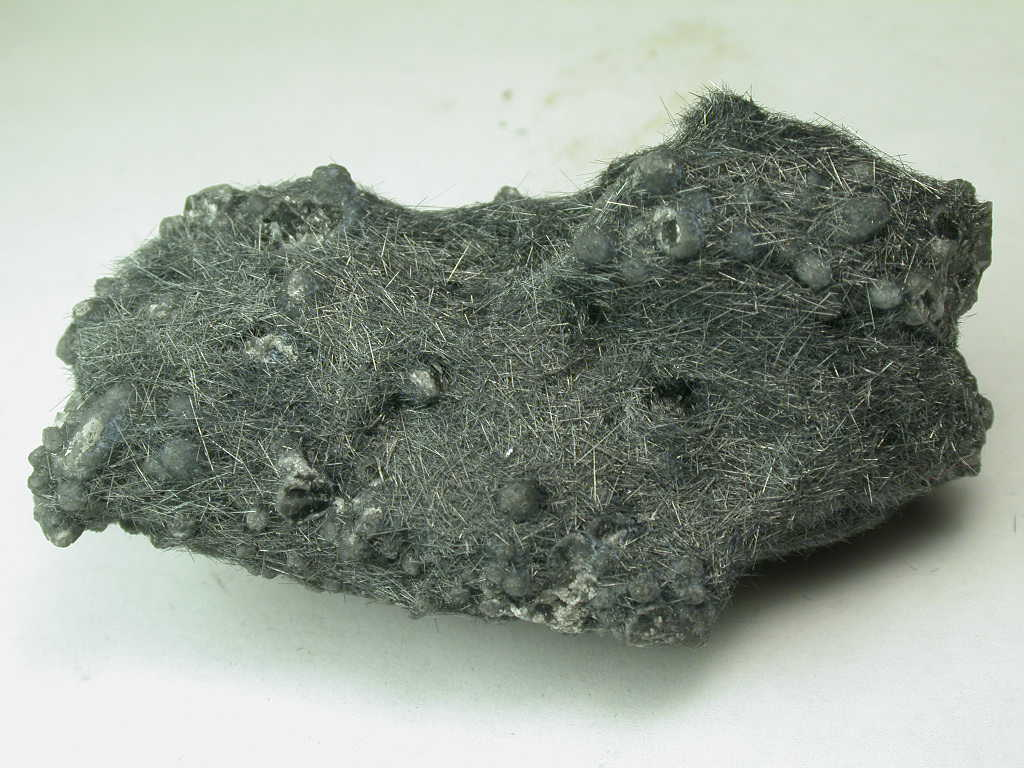
Джемсонит, серая сурьма
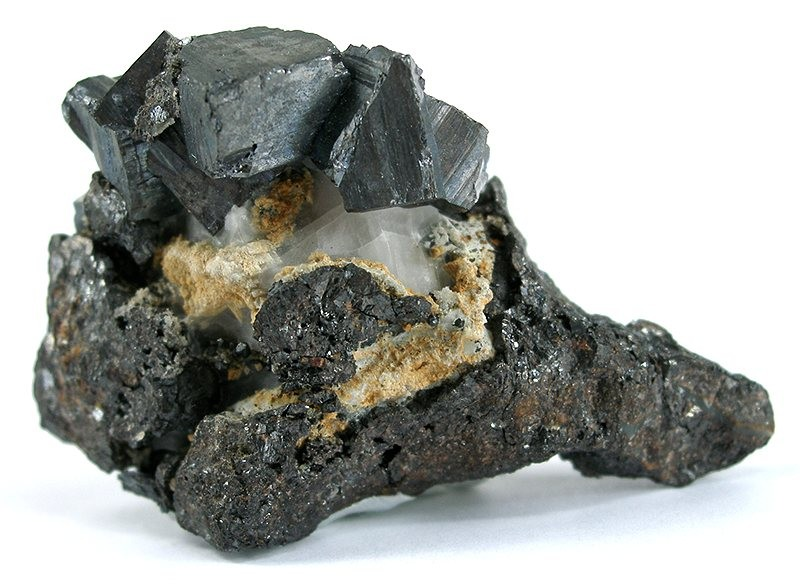
Никелистая серая сурьма
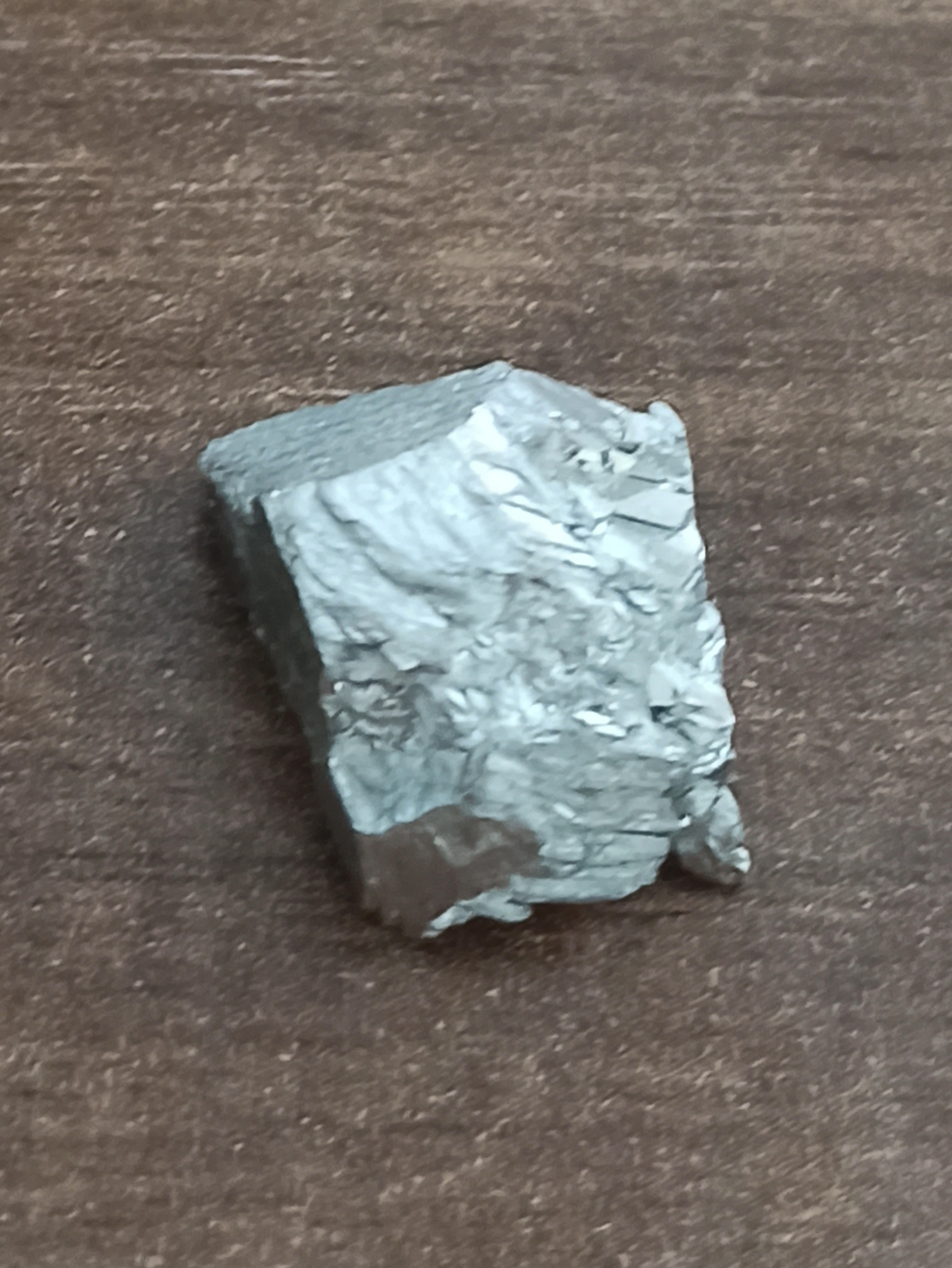
Серая сурьма, элемент
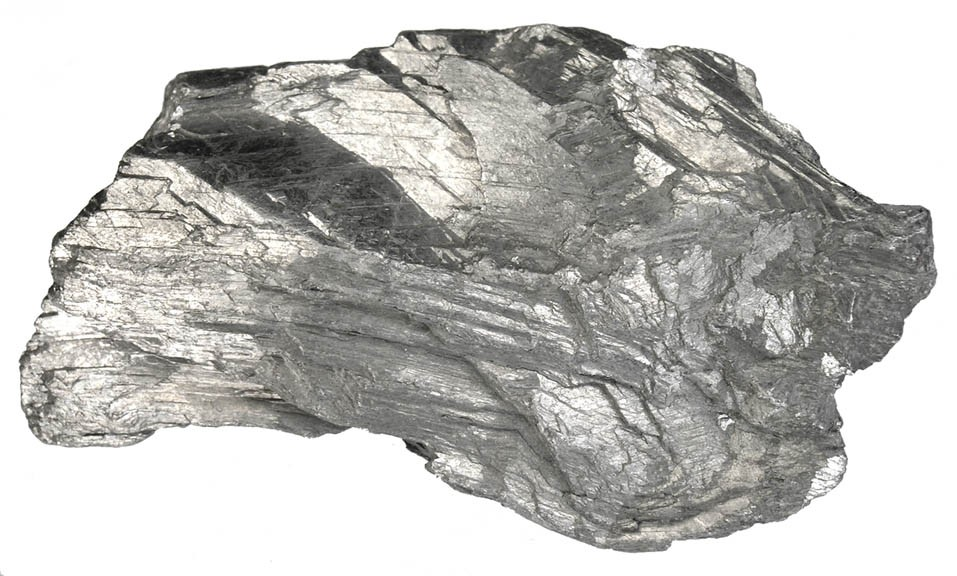
Серая сурьма самородная